# Gebirgsbildung

Stark vereinfachte Darstellung des Zusammenstoßes der Kontinentalblöcke jeweils zweier verschiedener tektonischer Platten mit Faltengebirge über der Kollisionszone.

Die Gebirgsbildung oder Orogenese (zusammengesetzt aus den griechischen Wörtern ὄρος óros ‚Berg‘ und γένεσις génesis ‚Entstehen, Zeugung, Geburt‘) wird durch tektonische Vorgänge verursacht, die durch die Kollision von Lithosphärenplatten erzeugt werden.
Spezialfälle der Orogenese betreffen die Bruchtektonik (Bildung von Bruchschollengebirgen und Bruchfaltengebirgen), die nur indirekt durch die Verschiebung von Kontinentalplatten verursacht wird.

## Gebirgsbildungsarten

### Kollision von Kontinentalblöcken

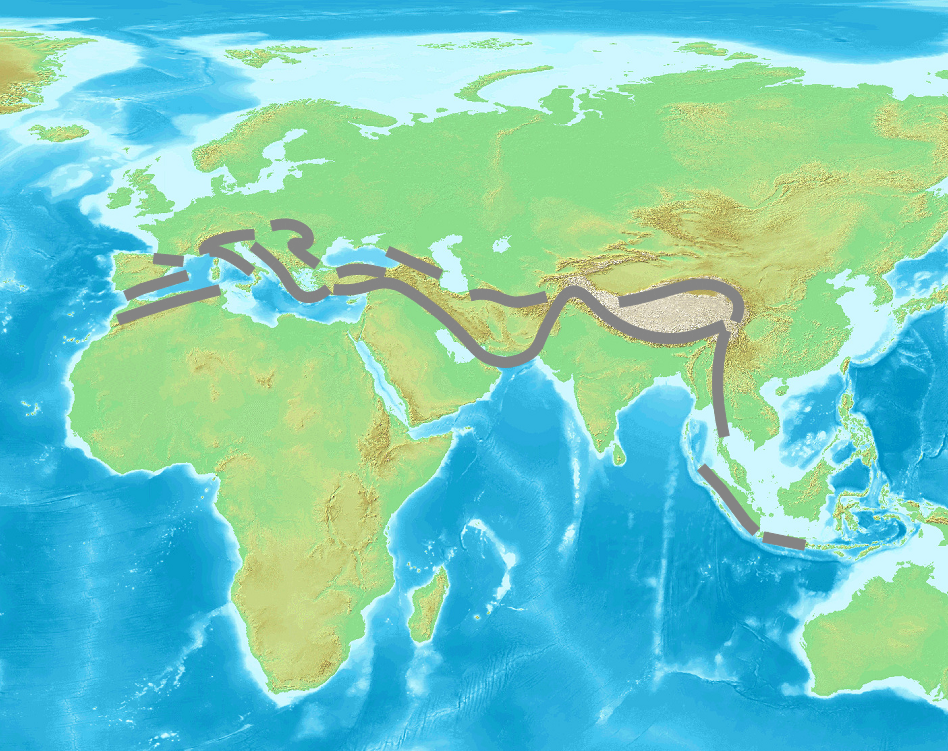
Schema des alpidischen Gebirgsgürtels

Die Erdoberfläche setzt sich nach der Theorie der Plattentektonik aus größeren und kleineren Lithosphärenplatten (Kontinentalplatten) zusammen, die sich mit einigen Zentimetern pro Jahr gegeneinander verschieben. An einigen Stellen bewegen sich diese Platten aufeinander zu oder vielmehr schiebt sich eine Platte über die andere. Dies wird als Konvergenz bezeichnet. Kontinente sind, geotektonisch gesehen, Krustenbereiche mit erhöhter Mächtigkeit und relativ starkem Auftrieb. Zwar tragen Lithosphärenplatten in der Regel nicht nur kontinentale Kruste, jedoch stoßen im Laufe vieler Jahrmillionen regelmäßig Kontinentalblöcke im Zuge der Plattenkonvergenz direkt aufeinander. Dies führt zu intensiven Stauchungsvorgängen an den Rändern der miteinander kollidierenden Kontinentalblöcke. Infolgedessen bildet sich entlang der Kollisionszone eine Gebirgskette. So entstand der Himalaya durch das Auftreffen des Kontinentalblocks der Indischen auf den der Eurasischen Platte. Etwa im selben Zeitraum, vor ca. 50–30 Millionen Jahren (Eozän), vollzog sich auch die Auffaltung der Alpen durch die Kollision des Kontinentalblockes der Afrikanischen Platte mit dem der Eurasischen Platte. Solche Gebirge werden als Kollisionsgebirge bezeichnet.

### Subduktion von ozeanischen Platten
Trifft eine Kontinentalplatte auf eine ozeanische Platte, so taucht die ozeanische Platte wegen der höheren Dichte in den Erdmantel ab. Dies wird als Subduktion bezeichnet. In den Subduktionszonen treten häufig Erdbeben auf. Die ozeanischen Platte kann Inselbögen oder gar ganze Terrane enthalten, die an den Rand der Oberplatte „angeschweißt“ werden, dies nennt man Akkretion, dadurch entstehen Gebirge. In der Kruste des Oberplattenrandes selbst kommt es durch die Subduktion der rein ozeanischen Anteile der Platte aber auch zum Aufstieg von Magma, das aufgrund der Entwässerung der absinkenden ozeanischen Platte im Erdmantel entstanden ist. Über den Subduktionszonen befinden sich deshalb meist explosive Schichtvulkane. Die Anden sind eine Folge des Aufeinandertreffens der Nazca-Platte mit der Südamerikanischen Platte. Weitere Beispiele hierfür sind das nordamerikanische Kaskadengebirge und die Japanischen Inseln.

### Sonderfall: Obduktion von ozeanischen Platten
Bei der Kollision von ozeanischen Platten mit anderen kommt es in manchen Fällen nicht zu einer vollständigen Subduktion der ozeanischen Kruste. Teile der ozeanischen Platte werden dann kleinräumig von ihrem Unterlager abgeschürft und auf die obere Platte aufgeschoben (Obduktion). Solche Gesteinskörper finden sich in vielen Gebirgen, meist als linsenförmige und wenig ausgedehnte Vorkommen. Die dort aufgeschlossenen Gesteine werden Ophiolithe genannt und besitzen eine sehr charakteristische Ausbildung, welche sich von den umgebenden Gesteinen deutlich unterscheidet. In seltenen Fällen werden größere Teile der Ozeankruste obduziert, so etwa im Ophiolithkomplex von Oman.

## Geomorphologische Prozesse der Gebirgsbildung
Nach heutigem Verständnis ist die Gebirgsbildung mit wenigen Ausnahmen auf plattentektonische Vorgänge zurückzuführen. Die Art des Gesteins, sein inneres Gefüge und der Wassergehalt der beteiligten Sedimente beeinflussen den Vorgang, ebenso äußere Einflüsse wie klimatische Faktoren und Erosionsprozesse. Sie bestimmen darüber, welche Form ein Gebirge (Orogen) annimmt, wie hoch es bei einer bestimmten Hebungsrate wird, und wie lange sein Aufbau oder seine allmähliche Einebnung dauern.

### Die Rolle der Abtragung
Schon während der Entstehung eines Gebirges werden erosive Kräfte wirksam, sobald der Gebirgskörper sich über seine Umgebung erhebt. Hier spielen physikalische Faktoren (Sonneneinstrahlung, Auftauen und Wiedergefrieren des Gesteins), chemische Prozesse und mechanische Faktoren (v. a. durch Gletscher und fließendes Wasser) die entscheidende Rolle. In Abhängigkeit von der Hebungsrate eines Gebirges im Verhältnis zur Abtragungsrate ergibt sich, ob ein Gebirge weiter an Höhe gewinnt oder schneller abgetragen wird. Im Grundsatz gilt, dass höhere Gebirge höhere Abtragungsraten aufweisen, da die Reliefenergie eines Hochgebirges höher ist als die eines Mittelgebirges und diese wiederum höher ist als im Flachland. Die höhere erosive Wirkung eines reißenden Gebirgsbaches im Vergleich zu einem Wiesenmäander in der Ebene ist leicht vorstellbar. Es wirken die flächenhafte Denudation, also die Abtragung z. B. durch Frost, und die linienhafte Erosion von Flüssen, oder Gletscher.
Simulationen von Gebirgsbildungsprozessen ergaben, dass die Abtragung unter Umständen einen steuernden Einfluss auf den Ablauf der Gebirgsbildung haben kann.

### Isostasie
| Ärathem | System     | Beginn (mya) | Orogenese                              |
| --- | ---------- | ------------ | -------------------------------------- |
| Känozoikum Erdneuzeit Dauer: 66 Ma | Quartär    | 2,588        | alpidische Orogenese                   |
| Känozoikum Erdneuzeit Dauer: 66 Ma | Neogen     | 23,03        | alpidische Orogenese                   |
| Känozoikum Erdneuzeit Dauer: 66 Ma | Paläogen   | 66           | alpidische Orogenese                   |
| Mesozoikum Erdmittelalter Dauer: 186,2 Ma | Kreide     | 145          | alpidische Orogenese                   |
| Mesozoikum Erdmittelalter Dauer: 186,2 Ma | Jura       | 201,3        | alpidische Orogenese                   |
| Mesozoikum Erdmittelalter Dauer: 186,2 Ma | Trias      | 251,9        | variszische Orogenese                  |
| Paläozoikum Erdfrühzeit Dauer: 288,8 Ma | Perm       | 298,9        | variszische Orogenese                  |
| Paläozoikum Erdfrühzeit Dauer: 288,8 Ma | Karbon     | 358,9        | variszische Orogenese                  |
| Paläozoikum Erdfrühzeit Dauer: 288,8 Ma | Devon      | 419,2        | variszische Orogenese                  |
| Paläozoikum Erdfrühzeit Dauer: 288,8 Ma | Silur      | 443,4        | kaledonische Orogenese                 |
| Paläozoikum Erdfrühzeit Dauer: 288,8 Ma | Ordovizium | 485,4        | kaledonische Orogenese                 |
| Paläozoikum Erdfrühzeit Dauer: 288,8 Ma | Kambrium   | 541          | cadomische Orogenese                   |
| Neoproterozoikum Jungproterozoikum Dauer: 459 Ma | Ediacarium | 635          | cadomische Orogenese                   |
| Neoproterozoikum Jungproterozoikum Dauer: 459 Ma | Cryogenium | 720          | diverse präkambrische Gebirgsbildungen |
| Neoproterozoikum Jungproterozoikum Dauer: 459 Ma | Tonium     | 1000         | diverse präkambrische Gebirgsbildungen |
| Mesoproterozoikum Mittelproterozoikum Dauer: 600 Ma | Stenium    | 1200         | diverse präkambrische Gebirgsbildungen |
| Mesoproterozoikum Mittelproterozoikum Dauer: 600 Ma | Ectasium   | 1400         | diverse präkambrische Gebirgsbildungen |
| Mesoproterozoikum Mittelproterozoikum Dauer: 600 Ma | Calymmium  | 1600         | diverse präkambrische Gebirgsbildungen |
| Paläoproterozoikum Altproterozoikum Dauer: 900 Ma | Statherium | 1800         | diverse präkambrische Gebirgsbildungen |
| Paläoproterozoikum Altproterozoikum Dauer: 900 Ma | Orosirium  | 2050         | diverse präkambrische Gebirgsbildungen |
| Paläoproterozoikum Altproterozoikum Dauer: 900 Ma | Rhyacium   | 2300         | diverse präkambrische Gebirgsbildungen |
| Paläoproterozoikum Altproterozoikum Dauer: 900 Ma | Siderium   | 2500         | diverse präkambrische Gebirgsbildungen |
| Neoarchaikum Dauer: 300 Ma |            | 2800         | diverse präkambrische Gebirgsbildungen |
| Mesoarchaikum Dauer: 400 Ma |            | 3200         | diverse präkambrische Gebirgsbildungen |
| Paläoarchaikum Dauer: 400 Ma |            | 3600         | diverse präkambrische Gebirgsbildungen |
| Eoarchaikum Dauer: 400 Ma |            | 4000         | diverse präkambrische Gebirgsbildungen |
| Hadaikum Dauer: 600 Ma |            | 4600         | diverse präkambrische Gebirgsbildungen |
| Es ist zu beachten, dass diese Tabelle nur einen groben Überblick geben soll. Angaben in der Fachliteratur zu Beginn und Ende einer bestimmten Orogenese können von denen in der Tabelle abweichen, u. a. weil je nach Region und Autor unterschiedliche Konzepte und Definitionen existieren. |            |              |                                        |

Gebirge befinden sich mit dem darunter liegenden zähplastischen Erdmantel in einer Art Schwimmgleichgewicht (Isostasie). Dabei taucht der Gebirgsblock so tief in den Mantel ein, dass die Masse des verdrängten Mantelgesteins seiner eigenen Masse entspricht. Dies ist vergleichbar mit Schiffen, die gemäß dem Archimedischen Prinzip umso tiefer ins Wasser eintauchen, je schwerer sie sind.
Ein Gebirgsmassiv ragt etwa um das 5- bis 6-fache seiner Höhe über dem Meeresspiegel in den Erdmantel hinein. Wird durch Erosion an der Oberfläche Gestein abgetragen, so hebt sich die gesamte Gebirgskette so weit an, bis ungefähr 80 % der entfernten Gesteinsmasse ersetzt sind. Auch wenn die tektonische Aufwärtsbewegung längst zum Stillstand gekommen ist, können sich Bergregionen dadurch für viele Millionen Jahre auf ihrem Höhenniveau halten, bevor die Erosion Oberhand gewinnt.

### Modelle der Landschaftsentwicklung
Walther Penck, William M. Davis und John Hack entwickelten aufgrund dieser bekannten Umstände zum Teil erst konkurrierende, aber nach heutigen Kenntnisstand drei sich ergänzende Modelle zur Landschaftsentwicklung. Die nach ihnen benannten Modelle gehen von unterschiedlichen starken und zeitlich anders andauernden Hebungsphasen aus. Auf den Zeitskalen von Jahrmillionen sind klimatische Parameter unerheblich, sodass ausschließlich Zeit und Hebungsrate in die Überlegungen als Parameter einfließt.
- Davis’ Zyklentheorie geht von einer kurz andauernden starken Hebungsphase mit einer relativ zügigen Einebnung aus.
- Pencks Theorie geht von einer langsam in ihrer Intensität zunehmenden, langanhaltenden aber auch wieder in ihrer Intensität abnehmenden Hebungsphase aus, bei der eine Einebnung erst sehr langsam und deutlich schwächer ausgeprägt einsetzt.
- Hacks Theorie geht von einer fast stabilen Hebungsrate bei gleichzeitiger Abtragung aus, bei der keine Einebnung stattfindet und die Täler durch die Erosion sich immer weiter einschneiden.[4]

## Gebirgsbildungsphasen in der Erdgeschichte
Auf Hans Stille geht die Unterteilung des geologischen Werdegangs von Europa in vier wesentliche Gebirgsbildungsphasen zurück:
- die fennosarmatische
- die kaledonische
- die variskische
- die alpidische Phase.

Fast alle „jungen“ Faltengebirge der Erde sind in den letzten 20 bis 40 Millionen Jahren in der alpinen Gebirgsbildung, der letzten dieser Phasen, entstanden:
- der Hohe Atlas
- die Pyrenäen
- die Alpen
- die Karpaten
- die Dinariden
- die Gebirgszüge der Türkei
- das Zagros-Gebirge in Persien
- der Himalaya
- die westlichen Gebirge von Burma, Thailand und Indonesien.

In der heutigen Alpenregion wurden die Ausgangsgesteine in mehreren Meeresräumen abgelagert; die damals gebildeten Meeressedimente waren bis zu einigen Kilometern dick und wurden in einem komplizierten Prozess, dessen Hauptphase vor etwa 70 Millionen Jahren begann, zu einem Gebirge aufgefaltet. Nach der stärksten Hebungsphase (vor etwa 25 Millionen Jahren) furchte die Erosion das weiträumig gehobene Gebiet an tektonischen Schwächezonen durch lange und kürzere Täler ein. Die Hebung der Alpen hält bis heute an (mit 1–3 mm pro Jahr), sie wird durch etwa gleich starke Erosion wettgemacht.
Aus historischen Gründen werden die Bezeichnungen von Hans Stille heute noch benutzt, zum Teil nicht nur in Europa, sondern auch auf anderen Kontinenten. Daneben existiert eine Vielzahl von Bezeichnungen für Orogenesen, die sich von den Gebirgen der jeweiligen Region ableiten. Charakteristische Bezeichnungen meist mehr oder minder großflächiger oder als bedeutend eingestufter Orogenesen der Erdgeschichte sind in der folgenden Tabelle aufgeführt.
| Orogenese-Zeitalter                                      | Anfangsphase Angaben in mya | Höhepunkt oder Ende | Derzeitige Phase                                                                       | Wo? Kontinent? |
| -------------------------------------------------------- | --------------------------- | ------------------- | -------------------------------------------------------------------------------------- | --- |
| alpidisch; Kreide, Känozoikum                            | 100                         | 50                  | rezent wachsend                                                                        | Alpen, Himalaya, Karpaten, Rocky Mountains – Kontinent Eurasien und Subkontinent Indien |
| variskisch, alleghenisch; mittleres Paläozoikum          | 400                         | 300                 | Erosion                                                                                | Südliche Appalachen, die pre-Rocky Mountains und Anden, Ural, Schwarzwald, Harz, Rheinisches Schiefergebirge – Superkontinent Pangaea                                                                                    |
| kaledonisch; frühes Paläozoikum                          | 510                         | 410                 | Erosion                                                                                | Nördliche Appalachen, Schottland, Norwegen – Alte Großkontinente Laurussia, Laurasia |
| cadomisch (oder Assyntische Orogenese); Neoproterozoikum | 650                         | 545                 | Durch Plattentektonik, Sedimentation, Vulkanismus überlagert.                          | Dobra-Gneis (1377 mya) der Böhmischen Masse, im Waldviertel in Österreich – Superkontinent Pannotia oder Großkontinent Gondwana                                                                                          |
| Pan-Afrikanische Orogenese; Neoproterozoikum             | 1.000                       | 530                 | Erosion                                                                                | Superkontinent Pannotia oder Großkontinent Gondwana, Kontinent Afrika |
| Grenville, svekonorwegisch; Mesoproterozoikum            | 1.200                       | 1.100               | Ehemals überlagert, durch eiszeitliche Abschleifung teilweise freigelegt.              | Im östlichen Kanadischen Schild, Südwestliches Schweden, Südliches Norwegen, Nord-Australien – Superkontinent Rodinia |
| dano-polonisch; Mesoproterozoikum                        | 1.500                       | 1.400               | überlagert durch Plattentektonik, Sedimentation                                        | In Polen, Ukraine, Süden von Blekinge und Norden von Bornholm – Zusammenschluss der Kontinente Nena und Atlantika |
| Wopmay, svekofennisch; Paläoproterozoikum                | 2.000                       | 1.700               | Ehemals überlagert, durch eiszeitliche Abschleifung teilweise freigelegt.              | Im westlichen Kanadischen Schild, auf Grönland, im Nordwesten Australiens, in Südafrika und im westlichen Baltischen Schild – Kontinente Nena, Atlantika, am Ende Superkontinent Columbia                                |
| Beispiel: loopisch; Neoarchaikum, Paläoproterozoikum     | 2.700                       | 2.300               | Ehemals überlagert, durch eiszeitliche Abschleifung teilweise freigelegt.              | Im nordwestlichen Baltischen Schild – Kleinkontinente Fennoscandia, Sarmatia, Volgo-Uralia, am Ende Superkontinent Kenorland?                                                                                            |
| archaische Orogene                                       | ca. 4.000                   | ?                   | Überlagert, in kleinsten Gebieten der Kratone durch eiszeitliche Gletscher freigelegt. | Acasta-Gneis in der Sklavenprovinz und Nuvvuagittuq-Grünsteingürtel in der Superior-Provinz in Kanada, Isua-Gneis in Grönland und andere Gesteinseinheiten in den Schilden der Kontinente – Superkontinent „Erste Erde“? |

## Forschungsgeschichte
Eine Orogenese wurde früher als ein zeitlich begrenzter Vorgang verstanden, da nur das Gefüge der betroffenen Gesteine bestimmenden Vorgänge betrachtet wurden. Die Untersuchung aktiver Orogene wie etwa der Gebirge an der pazifischen Küste Amerikas zeigt jedoch, dass es sich um oft zeitlich ausgedehnte und andauernde Vorgänge handelt.
Nach früheren Vorstellungen ist einer Orogenese die Bildung einer Geosynklinale vorausgegangen: einer großen Einsenkung, in der sich mächtige Schichten von Tiefsee- und anderen Sedimenten ablagerten, bevor die Senkung durch großtektonische Vorgänge zu einem Hebungsgebiet wurde. Diese Gesteine wurden später umgewandelt und teilweise über hunderte Kilometer verschoben, sodass sie sich heute in den Gebirgen finden.
Nach heutigen Vorstellungen entspricht die „Geosynklinale“ dem bei plattentektonischen Vorgängen zwischen den beteiligten Kontinentalplatten befindlichen Ozean oder Randmeer.